# Karin Ödlund
Karin Margareta Sofia Ödlund, född 22 februari 1959 på Alnön, död 1 april 2005 på Alnön, var en svensk fotbollsspelare i Alnö IF som debuterade i svenska landslaget 1978 och gjorde mål direkt i en match mot Norge. Ödlund, som också spelat i Kronäng i Sveriges högsta serie, kom att göra 13 mål på sina sammanlagt 31 landskamper. Hennes största merit var EM-guld 1984.
Hon avled 2005, 46 år gammal.

## Klubbar
- Alnö IF
- Kronängs IF